# Генріх Берґгаус
Генріх Берґгаус (нім. Heinrich Berghaus; 3 травня 1797 р. м. Клеве (нім. Kleve) — 17 лютого 1884 р., м. Щецин) — німецький географ, картограф, етнограф. Автор «Атласу фізичного» (I т. 1845 р. та II т. 1848 р.) та «Атласу Азії». У роботі йому допомагав племінник Герман Берґгаус (1828—1890 рр.).
У 1836 році він заснував географічну школу в Потсдамі. Генріх Берґгаус був другом і соратником великого натураліста і дослідника Александра фон Гумбольдта (1769—1859 рр.). Він одним з перших почав включати в карти та атласи дані з метеорології і кліматології, гідрографії, геології, етнографії та інших наукових дисциплін. У 1863 р. він опублікував листування Александра Гумбольдта (Лейпциг).
Карти Генріха Берґгауса використано багатьма вченими для складання власних карт, зокрема Карл фон Шпрунер та ін..

## Карти
Карта Генріха Берґгауса «Ethnographische Karte der Osterreichischen Monarchie. / Nach Bernardi, Šafařik, und eigenen Untersuchungen von HBgs» («Етнографічна карта Австрійської монархії» 1846 р.) поміщена у «Фізичному атласі» (1848 р.). Масштаб карти 1:3 800 000 (не підписаний). Титул розташовано у лівому верхньому куті, легенду — у правому нижньому куті. Українці, що проживають в межах Австро-Угорської імперії, позначені як Klein russen (Малоруси). Автор поділяє їх на етнографічні групи: Ruthenen (на Закарпатті), Russniaken (від р. Дністер на схід), Pokuhenen (між р. Дністер та Карпатами)...

Інша карта Генріха Берґгауса «Етнографічна карта Європи» 1847 р. теж надрукована у «Фізичному атласі» (1848 р.). Масштаб 1:6 000 000. Титул розташовано у правому нижньому куті, легенду — у лівому верхньому куті. Формат мапи 68 х 85. Український етнос позначений як Klein russe (Малоруси) і відносяться разом білорусами, новгородцями, великорусами до Russen. Українці та інші слов'янські народи точно показані за мапою П. Шафарика «Slovanský zeměvid» («Слов'янські землі») 1842 р...
1855 р. у другому виданні (1849—1863) «Фізичного атласу» надруковано чергову «Етнографічну карту Європи» Генріха Берґгауса. Розмір карти 42 х 31,5 см. Третє видання «Фізичного атласу» відбулося у 1886—1892 рр.

## Вибрані праці

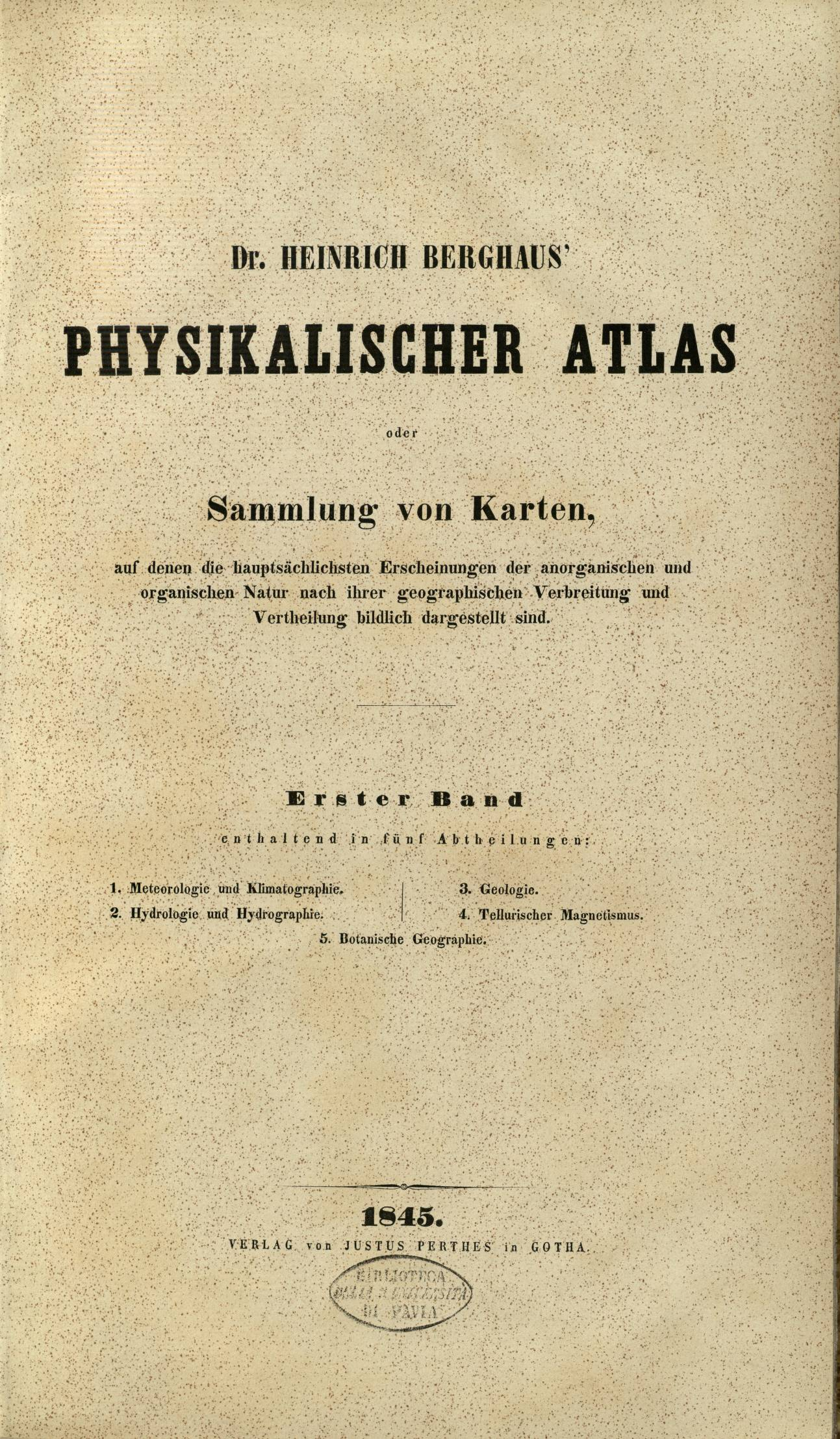
Physikalischer Atlas, 1845

- Allgemeine Länder- und Völkerkunde (Stuttgart, 1837—1840)
- Physikalischer Atlas (Gotha, 1838—1848)
- Grundriss der Geographie in fünf Büchern (Berlin, 1842)
- Die Völker des Erdballs (Leipzig, 1845—1847)
- Die Grundlinien der Ethnographie (Stuttgart 1850)
- Landbuch der Mark Brandenburg und des Markgraftums Niederlausitz (Brandenburg, 3 vol., 1853–56)
- Was man von der Erde weiß (Berlin, 1856—1860)
- Deutschland seit hundert Jahren — Geschichte der Gebiets-Einteilung und der politischen Verfassung des Vaterlandes (Leipzig, 5 vol., 1859–62)
- Wallfahrt durch's Leben (9 vol., Leipzig, 1862)
- Landbuch des Herzogtums Pommern — Schilderung der Zustände dieser Lande in der zweiten Hälfte des 19. Jahrhunderts (13 vol., Anklam 1862—1868)
- Briefwechsel mit Alexander von Humboldt (Leipzig, 1863)
- Blücher als Mitglied der Pommerschen Ritterschaft 1777—1817 und beim Preußischen Heere am Rhein 1794, (Anklam 1863)
- Geschichte der Stadt Stettin, der Hauptstadt von Pommern — Topographisch-statistisch beschrieben nach allen Richtungen ihres politischen, bürgerlichen, merkantilischen und kirchlichen Lebens (2 vol., Berlin/Wriezen 1875–76)

Учень Генріха Берґгауса — Август Петерманн — видатний німецький географ, картограф.